# Tóth Sándor (szobrász)
Tóth Sándor (Miskolc, 1933. március 19. – Szeged, 2019. április 28.) Munkácsy Mihály-díjas szobrász és éremművész.

## Életpályája
Gömöri és szepességi iparos családból származik. Édesapja Diósgyőrött dolgozott lakatosként.
1961-től Szegeden élt, ahol 1974-ig a Művészeti Gimnáziumban tanított. Ezt követően Nyíregyházán kapott műtermet, ahol alkotótevékenysége mellett bekapcsolódott a művészeti szakkörök oktatói munkájába. Az 1986–1987-es tanévben az Egri Tanárképző Főiskola tanszékvezető főiskolai tanára volt.
Kezdetben kiállításain szobrai mellett festményeket és rajzokat is bemutatott. Pályája elején gyakran készített terrakotta, mészkő-, márvány- és faszobrokat. Később alkotásainak legfőbb anyagává a bronz vált. Számos köztéri alkotása mellett gyakran, nagy számban készít érmeket. Tervei alapján készült emlékpénz.

### Tanulmányai
1951-1959 Magyar Képzőművészeti Főiskola. Eredetileg freskófestőnek jelentkezett. Pályaválasztásában Hincz Gyula játszott meghatározó szerepet, aki felfigyelt a miskolci szabadiskolát látogató növendékre. Mesterei továbbá Pap Gyula, Barcsay Jenő és Kisfaludi Strobl Zsigmond voltak.

## Galéria

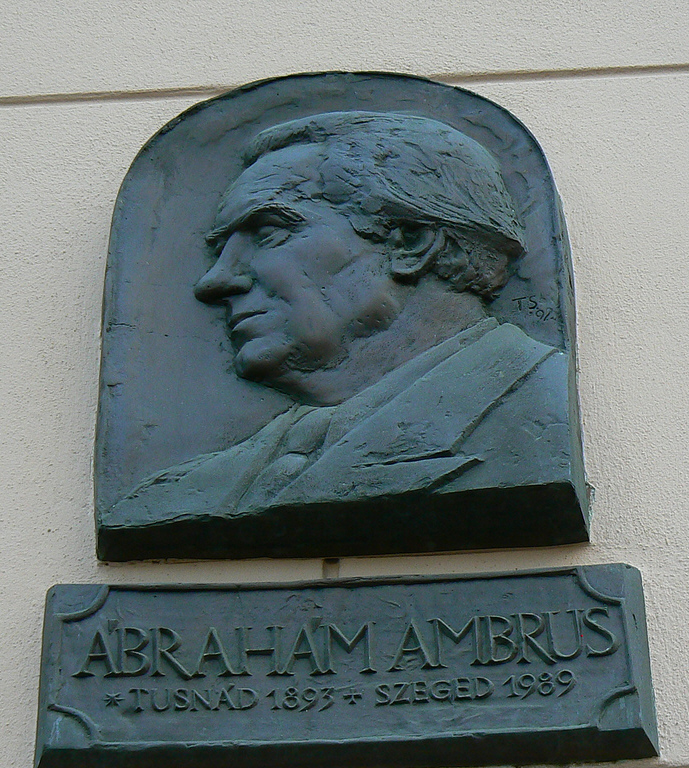
Ábrahám Ambrus zoológus
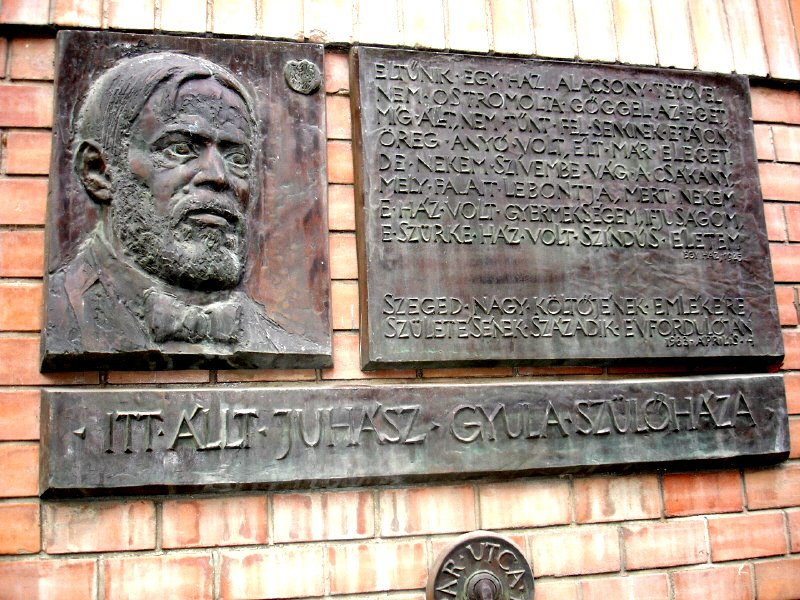
Juhász Gyula szülőházát megjelölő emléktábla
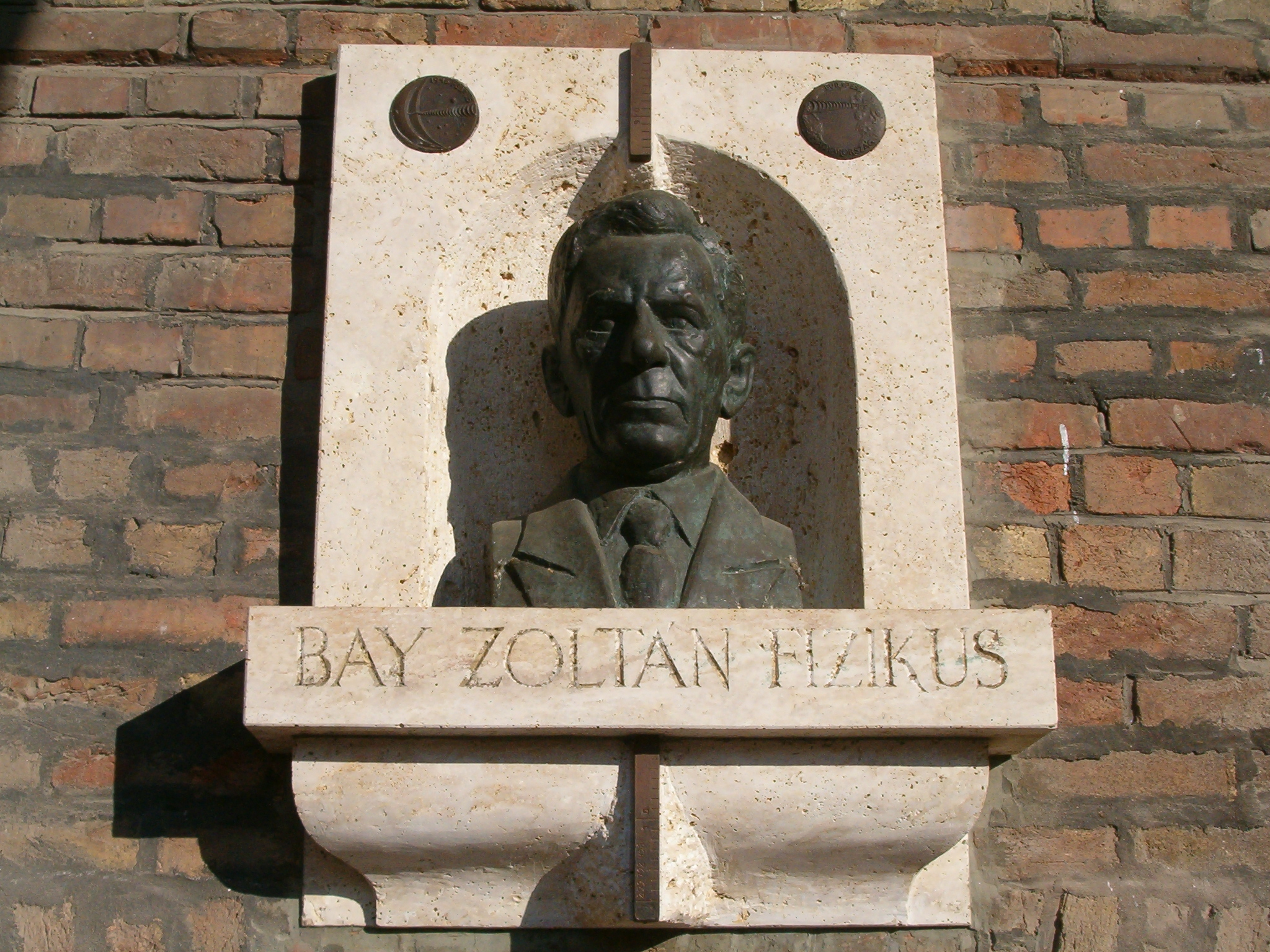
Bay Zoltán fizikus
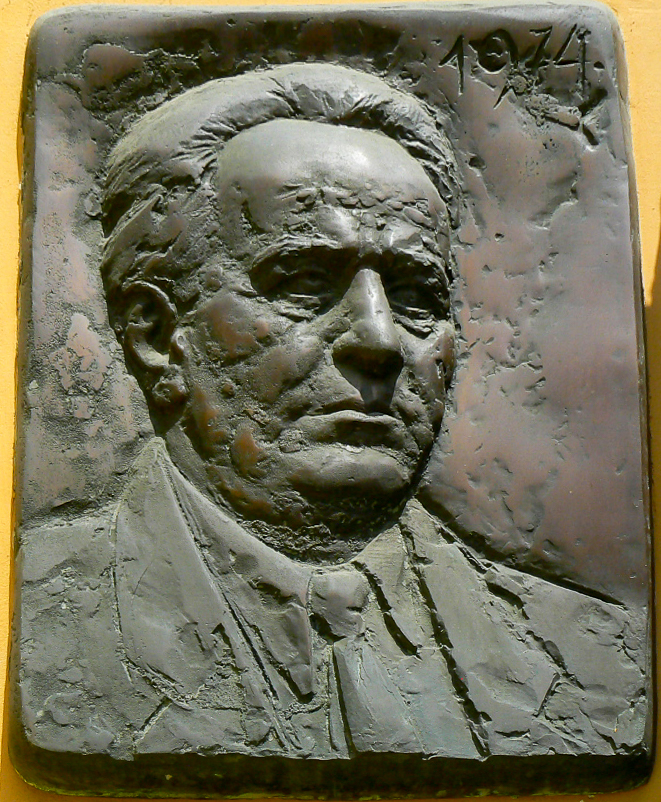
Balázs Béla filmesztéta bronz portréja
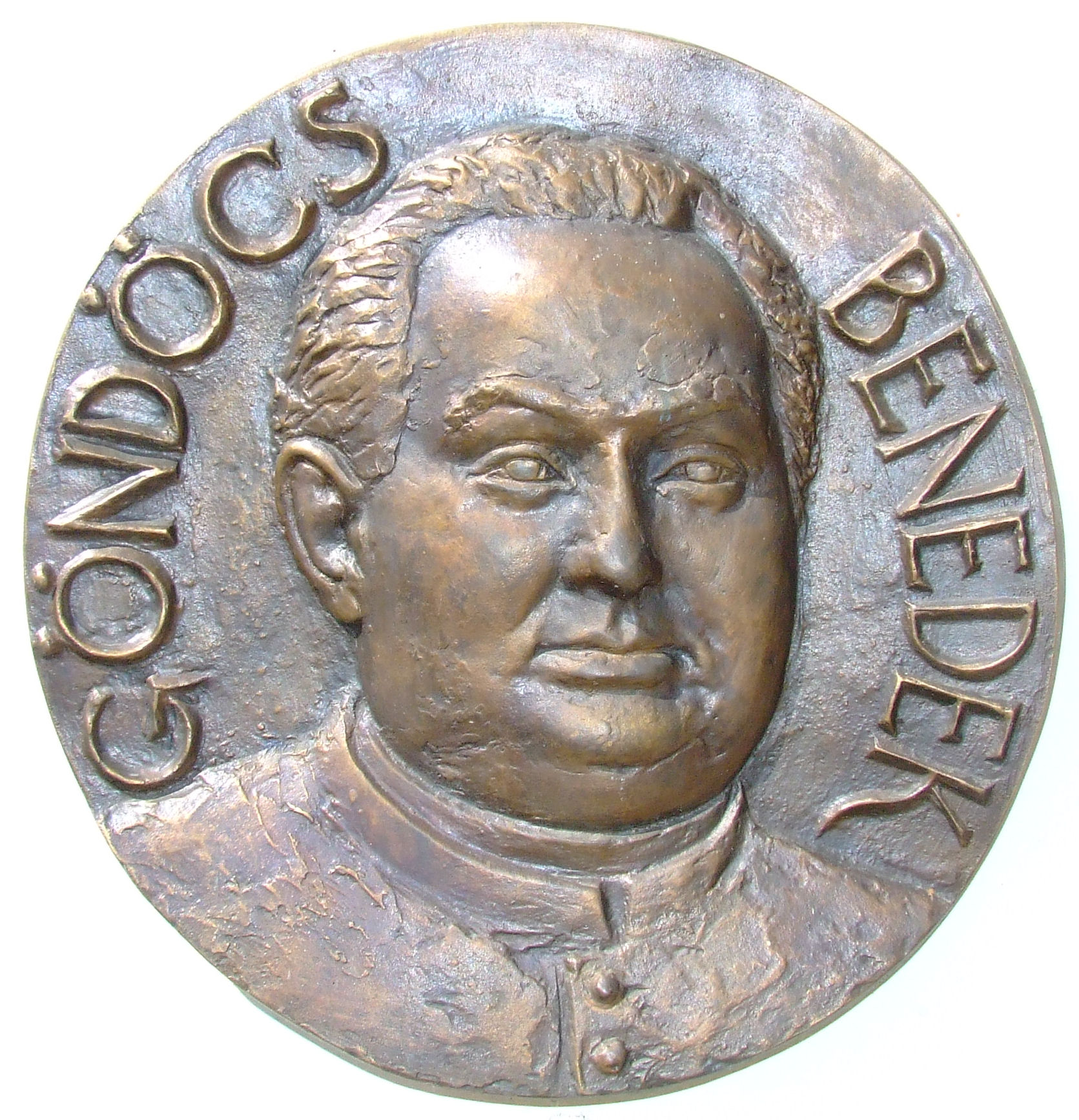
Göndöcs Benedek Ópusztaszer

## Kiállításai

### Csoportos kiállítások (válogatás)
- 1964-től rendszeres kiállítója a Vásárhelyi és Szegedi Nyári Tárlatoknak, míg Szegeden élt gyakran küldte műveit a Békéscsabai Alföldi és a Debreceni Nyári Tárlatokra,
- 1974-től rendszeres kiállítója a szabolcsi, illetőleg Szabolcs-Szatmár megyei őszi kiállításoknak
- 1975-1988, 92, 94, 98 Nemzetközi Dante Kisplasztikai Biennále, Ravenna
- 1977, 79, 83, 85, 87, 90, 94, 98, 2000, 2004, 2007 FIDEM Nemzetközi Éremművészeti Kiállítás
- 1977-1987, 99, 2001, 2003, 2005 Országos Érembiennále,[3] Sopron
- 1962, 1965, 9., 10. Magyar Képzőművészeti kiállítás, Műcsarnok, Budapest
- 1967, 1968, Szegedi Képzőművészek Kiállítása, Szabadka, Újvidék
- 1969, 71, 74, 76 Országos Kisplasztikai Biennále, Pécs
- 1970 Alföldi művészek kiállítása, Berlin, Frankfurt, Odessza
- 1978 Magyar szobrászat, Műcsarnok, Budapest
- 1979 Magyar Éremművészek Tárlata, Helsinki, Stockholm, Párizs
- 1985 A művészet szolgálatában, A megyei képzőművészeti gyűjtemények 40 éve, Magyar Nemzeti Galéria, Budapest
- 1991 Szegedi Szépmíves Céh Tárlata, József Attila Tudományegyetem Aulája, Szeged
- 1993 III. Nemzetközi Érem Quadriennálé, Körmöcbánya, Építészet érméken, Országos Műemlék felügyelőség, Budapest
- 1994 Tavaszi Tárlat, Petőfi Csarnok, Budapest
- 1995 Bronz Háromszög Vándorkiállítás, Városi Galéria, Nyíregyháza, Városi Galéria, Uherské Hraditště (CS) Múzeum, Körmöcbánya
- 1997 Arcok és Sorsok, XI. Országos Portré Biennále, Hatvani Galéria, Hatvan
- 2001 Dante in Ungheria, Ravenna
- 2002 25 éves a Nyíregyháza-Sóstó Nemzetközi Éremművészeti és Kisplasztikai Alkotótelep, Árkád Galéria, Budapest
- 2002 Mesterveretek Szabó Géza ötvösmester műhelyéből, Szegedi vár, Szeged
- 2002 Masaccio 600 Nemzetközi Éremkiállítás, Ein Vered, (Izrael)
- 2003 Érem és irodalom, Petőfi Irodalmi Múzeum, Budapest
- 2005 Hans Christian Andersen 200. Nemzetközi Érempályázat és kiállítás, Eretz Israel Museum, Tel Aviv

### Egyéni kiállításai (válogatás)
- 1964 Tornyai János Múzeum, Hódmezővásárhely, Móra Ferenc Múzeum, Szeged, Erkel Ferenc Múzeum, Gyula
- 1966 Képcsarnok, Szeged, József Attila Múzeum, Makó
- 1969 Képcsarnok, Szeged, Művelődési Közösség Kiállító terem (Pintér Józseffel), Toffpolya
- 1971 Miskolci Képtár, Miskolc, Járási Művelődési Központ, Edelény, Helytörténeti Múzeum, Tokaj
- 1972 Móra Ferenc Múzeum Képtára, Szeged
- 1973 Kiskun Múzeum, Kiskunfélegyháza
- 1974 Képzőművészeti Találkozók Kiállító terem, Szabadka, Városi Művelődési Központ, Nyíregyháza
- 1976 Herman Ottó Múzeum, Miskolc, Nagyközségi Művelődési Ház, Tiszavasvári
- 1977 Benczúr Terem, Nyíregyháza
- 1978 Városi Művelődési Központ, Hajdúböszörmény
- 1979 Medgyessy Terem, Debrecen, Báthory István Múzeum, Nyírbátor
- 1980 Ady Endre Művelődési Központ, Kisvárda
- 1982 Néprajzi Múzeum (Sebestyén Sándorral), Ungvár, Lévay J. Könyvtár, Miskolc, Munkácsy Mihály Múzeum, Békéscsaba
- 1983 Jósa András Múzeum, Nyíregyháza, Somogyi Könyvtár, Szeged, Balatoni Galéria, Balatonfüred
- 1985 Mini Galéria, Miskolc
- 1986 Báthory István Múzeum, Nyírbátor, Medgyessy Ferenc Emlékmúzeum, Debrecen
- 1988 Kunsthistorisches Museum, Bécs
- 1989 Galerie des Parktheaters, Iserlohn (Német Szövetségi Köztársaság) Móra Ferenc Múzeum Fekete Ház, Szeged
- 1991 Magyar Intézet, Párizs
- 1992 Déri Múzeum, Debrecen
- 1993 Móra Ferenc Múzeum Képtára, Szeged, Bolgár Kulturális Intézet
- 1994 Kainuun M., Kajaani (FIN) POST-FIDEM Kiállítás, Városi Galéria Györfi Sándorral, Nyíregyháza, Hungarian Rhapsody, Amerikai Numizmatikai Múzeum, Colorado Springs (USA)
- 1995 Owens-Illinois Art Center, Toledo (USA), Art Center Delaware (USA)
- 1996 Hatvani Galéria Pintér Józseffel, Hatvan, Vay Ádám Múzeum, Vaja, Városi Galéria Csizmadia Zoltánnal, Nyíregyháza, Móra Ferenc Múzeum Képtára, Szeged
- 1997 Európa napi kiállítás, Városi Galéria, Nyíregyháza
- 1998 Móra Ferenc Múzeum, Szeged Nemzeti Emlékpark, Pusztaszer, Jósa András Múzeum, Nyíregyháza
- 2000 Miskolci Galéria, Miskolc

## Művésztelepek
- 1959-1960-ban a Művészeti Alap ösztöndíjával a hódmezővásárhelyi telepen alkotott,
- 1954-től nyaranta a hódmezővásárhelyi,
- 1969-ben a zsennyei,
- 1971-1975 között a villányi,
- 1973-ban a kecskeméti és oronskói (PL),
- 1974-1976 között, 1983-ban, 1985-ben, 1991-ben a nyíregyháza-sóstói,
- 1975-ben a burgaszi (BG),
- 1976-ban a potsdami (Német Demokratikus Köztársaság) és a zamosci (PL);
- 1977-ben a rzeszówi (PL),
- 1988-ban a palangai (Litvánia), a dzintari-i (Lettország) és a zsdennyevoni (UA), a körmöcbányai,
- 1992-ben a klaipédai (Litvánia) művésztelepen dolgozott.

## Díjai, elismerései (válogatás)
- 1959 művészeti főiskolák Tanácsköztársasági Pályázatának nagydíja
- 1962 Szegedi Nyári Tárlat III. díja
- 1963 Szegedi Nyári Tárlat II. díja
- 1964 Alföldi Tárlat díja, Gyula
- 1968 Szegedi Nyári Tárlat díja
- 1969 Szocialista Kultúráért
- 1970 Békéscsabai Alföldi Tárlat Nívódíja
- 1972 Szegedi Nyári Tárlat díja; Szabadka Város díja;
- 1973 Békéscsabai Alföldi Tárlat Munkácsy Emlékérme;
- 1974 Firenzei Giorgio Vasari Nemzetközi Éremverseny 3. díja
- 1975 Felszabadulási Pályázat III. díja, Hódmezővásárhely
- 1982 Munkácsy-díj
- 1984 Szegedi Nyári Tárlat díja
- 1986 a Magyar Éremgyűjtők Egyesülete az év legszebb egyesületi érme kitüntetése
- 1989 Iserlohn Város díja
- 1991 VI. Pál pápa ezüst Emlékérme
- 1994 Nemzetközi Dante Kisplasztikai Biennále, Ravenna, Ravenna Város aranyérme
- 1996 Hatvani Portré Biennálé díja
- 1997 Hadtörténeti Múzeum Kiállítási díja; Szeged Megyei Jogú Város Polgármesteri Hivatala díja
- 1998 Nemzetközi Dante Kisplasztikai Biennále, Ravenna, II. díj
- 2002 Nyíregyháza Város Életműdíja
- 2005 Hans Christian Andersen 200. Nemzetközi Érempályázat és kiállítás, Eretz Israel Museum, Tel Aviv, Participants Prize

## Művei

### Köztéren (válogatás)
- 1959 Bányász, gipszszobor, Pereces, Vájáriskola
- 1962 Gagarin, vörösrézlemez, Szeged, Kolozsvári-téri Iskola
- 1964 Rózsa Ferenc, vörösrézlemez, Szeged, Rózsa Ferenc sugárút, eltávolítva
- 1965 Juhász Gyula, rézlemez domborítás, Szeged, a Tisza Szálló étterme
- 1966 Dr. Gellért Albert, bronz dombormű, Szeged, Anatómiai Intézet
- 1968 Kada Elek, kő, büszt, Kecskemét, Katona József Múzeum melletti szoborpark
- 1968 Lenin, rézlemez domborítás, Kaposvár, Pártház, eltávolítva
- 1968 Marx-Engels-Lenin, bronz domborítás, Kaposvár, Pártház, eltávolítva
- 1971 Czibula Antal, bronz domborítás, Szeged, Ügyvédi Kamara Tanácsterme, eltávolítva
- 1972 Könyves-Kolonics, bronz emléktábla, Makó, Ügyvédi Kamara
- 1972 Véradásért, réz domborítás, Békéscsaba, Vérellátó Intézet
- 1973 Pest és Buda egyesítésének emlékkövei, mészkő, Szeged, Budapest körút
- 1973 Hal, márvány, Oronsko [PL])
- 1974 Balázs Béla, bronz dombormű, Szeged
- 1975 Templomkapu, vörösréz lemez, bronzérmek, Szeged, Tátra téri római katolikus templom
- 1975 Hal, márvány, Burgas, Szlavejkov park
- 1975 Torzó, márvány, Burgas, tengerparti sétány
- 1975 Várakozás, mészkő, Siklós, park
- 1975 Baross László, kő, büszt, Mátészalka, Baross L. Szakközépiskola
- 1977 Zalka Máté, vörösréz domborítás, Szeged, az egykori Zalka Máté Iskola, eltávolítva
- 1977 Dr. Gelei József, bronz dombormű, Szeged, Orvoskémiai Intézet
- 1977 Jegyesek, réz domborítás, Hódmezővásárhely, Házasságkötő terem
- 1982 Alpár Ignác, bronz dombormű, Nyíregyháza, Móricz Zsigmond Színház társalgója
- 1982 Leviczky László, bronz dombormű, Nyíregyháza, temető
- 1982 megyecímer, bronz dombormű, Nyíregyháza, Megyeháza
- 1982 Kossuth Lajos, bronz dombormű, Tiszalök, Általános Iskola
- 1983 Juhász Gyula, bronz dombormű, Szeged, Szegedi Orvostudományi Egyetem, Sebészeti Klinika
- 1984 Varga Tibor, bronz dombormű, Szeged, Belvárosi Temető
- 1984 Jósa András, bronz dombormű, Nyíregyháza, Jósa András Kórház
- 1984 Kórház, bronz dombormű, Nyíregyháza, Jósa András Kórház
- 1984 Szabolcsi orvosok, bronz dombormű, Nyíregyháza, Jósa András Kórház
- 1984-1987 a Szeged-Csanádi püspök trónusa és dombormű, bronz, Szeged, Dóm
- 1985 Vilmon Gyula, bronz dombormű, Szeged, Közegészségügyi Intézet
- 1985 Szent Gellért, bronz dombormű, Szeged, Tátra téri római katolikus templom
- 1985 Miskolci gimnáziumok, bronz dombormű, Miskolc, Földes Gimnázium falán
- 1986 Molnár János, bronz dombormű, Hajdúszoboszló, TITÁSZ Szálloda falán
- 1986 Kelemen Didák, bronz dombormű, Báthory István Múzeum, Nyírbátor
- 1986 Kelemen Didák, bronz dombormű, Miskolc, Minorita templom
- 1986 Weiner Leó, bronz dombormű, Debrecen, Zeneművészeti Főiskola csarnoka
- 1986 Hatvani István, bronz domborítás, Debrecen, Kossuth Lajos Tudományegyetem, Természettudományi Kar Tanácsterme
- 1986 Sillye Gábor, bronz, büszt, Hajdúböszörmény, Hajdúsági Múzeum udvara
- 1986 Görög Demeter, bronz, büszt, Hajdúdorog, Községháza előtti park
- 1987 Bocskai István, bronz, büszt, Hajdúhadház, Fő tér
- 1989 Vikár Sándor, bronz dombormű, Nyíregyháza, Művészeti Szakközépiskola falán
- 1990 id. Görömbei Péter, bronz dombormű, Nagykálló, Református templom kapujánál
- 1990 ifj. Görömbei Péter, bronz dombormű, Nagykálló, Református templom kapujánál
- 1990 Ratkó József, bronz dombormű, Nagykálló, Városi Könyvtár bejáratánál
- 1991 Kossuth Lajos, bronz, Szegvár, park
- 1991 Kossuth Lajos, bronz dombormű, Nyíregyháza, Kossuth tér
- 1991 Városalapítási privilégium kihirdetése, bronz dombormű, Nyíregyháza, a városháza falán
- 1992 Világháborús emlékmű, bronz, kő, Téglás, park
- 1992 Világháborús emlékmű, bronz, kő, Nyírpazony, temető
- 1993 Ábrahám Ambrus, bronz dombormű, Szeged, Ady téri egyetemi épület
- 1993 templomkapu, bronz, Máriapócs, Bazilita templom
- 1995 Magna Domina Hungarorum, bronz dombormű, 1995, Budapest, a Vatikáni Nagykövetség bejáratánál
- 1995 Manninger Rezső, bronz dombormű, Budapest, Állategészségügyi Intézet
- 1996 Imre József, bronz dombormű, Szeged, Sebészeti Klinika
- 1996 Bay Zoltán, bronz, büszt, Szeged, Dóm téri Pantheon
- 1996 Szent Miklós ivókút, bronz, Nyíregyháza, Szent Miklós tér
- 1996 Eisert Árpád, bronz dombormű, Nyíregyháza, Jósa András Kórház
- 1996 Tomasovszky András, bronz, kő büszt, Nyíregyháza, temető
- 1996 Szilágyi László, bronz, kő, büszt, Nyíregyháza, temető
- 1997 Mikszáth Kálmán, bronz dombormű, Szeged, Somogyi u. 7. SZAB székház
- 1997 Kiszely György, bronz, emléktábla, Szeged, Somogyi u. 4. SZTE. Orvos biológiai intézet, előcsarnok
- 1997 Szent Teréz, bronz dombormű, Szeged, Tátra téri templom
- 1997 Kállay Rudolf, bronz dombormű, Nyíregyháza, Jósa András Kórház
- 1998 Szent István, bronz dombormű, Vállaj, Fő tér
- 1998 Vérellátó állomás, bronz épületplasztika, Nyíregyháza, Jósa András Kórház
- 2021 Vasvári Pál mellszobra, bronz, Budapest, a Magyar Nemzeti Múzeum kertje

### Gyűjteményekben (válogatás)
- Amerikai Numizmatikai Múzeum, Colorado Springs
- Balatoni Múzeum, Keszthely
- Báthory István Múzeum, Nyírbátor
- Damjanich János Múzeum, Szolnok
- Dante Központ, Ravenna
- Déri Múzeum, Debrecen
- Fővárosi Képtár, Budapest
- Hajdúsági Múzeum, Hajdúböszörmény
- Herman Ottó Múzeum, Miskolc
- Jósa András Múzeum, Nyíregyháza
- Kunsthistorisches Múzeum, Bécs
- Miskolci Képtár, Miskolc
- Magyar Nemzeti Galéria, Budapest
- Móra Ferenc Múzeum, Szeged
- Munkácsy Mihály Múzeum, Békéscsaba
- Országos Műemlékvédelmi Hivatal Építészeti Múzeum, Budapest
- Semmelweis Orvostörténeti Múzeum, Budapest
- Sárospataki Képtár, Sárospatak
- Tornyai János Múzeum, Hódmezővásárhely
- Városi Galéria, Nyíregyháza
- Városi Múzeum, Rzeszów
- Vatikáni Pápai Műgyűjtemények, Róma.

## Társasági tagságai (válogatás)
- Magyar Alkotóművészek Országos Egyesülete
- Széchenyi Irodalmi és Művészeti Akadémia Miskolci területi csoport
- Magyar Képzőművészek és Iparművészek Szövetsége Szobrász Szakosztály[4]
- Magyar Képzőművészek és Iparművészek Szövetsége Érem Szakosztály[5]

## Közéleti szerepvállalásai
- Egy évtizedig volt a szabolcsi művészek szervezetének titkára.
- 1977-ben az ő kezdeményezésére alakult meg a Nyíregyháza-sóstói Nemzetközi Éremművészeti és Kisplasztikai Alkotótelep.